# Warsaw Open 2002
Il Warsaw Open 2002 è stato un torneo di tennis che si è giocato sulla terra rossa. Il torneo faceva parte del circuito Tier III nell'ambito del WTA Tour 2002. Si è giocato a Varsavia in Polonia, dal 6 al 12 maggio 2002.

## Campionesse

### Singolare
Elena Bovina ha battuto in finale  Henrieta Nagyová con il punteggio di 6–3, 6–1

### Doppio
Jelena Kostanić /  Henrieta Nagyová hanno battuto in finale  Evgenija Kulikovskaja /  Silvija Talaja con il punteggio di 6–1, 6–1